# 호프 스프링즈 (2012년 영화)
《호프 스프링즈》(영어: Hope Springs)는 2012년 개봉한 미국의 로맨틱 코미디 드라마 영화이다. 데이비드 프랭클이 연출하고, 메릴 스트리프, 토미 리 존스, 스티브 커렐, 엘리자베스 슈 등이 출연하였다.
2012년 8월 8일 미국에서 개봉하였다. 평단으로부터 스트리프, 존스, 커렐의 연기를 중심으로 대체로 호평을 받았다. 스트리프는 이 영화를 통해 2013년 제70회 골든 글로브상 코미디·뮤지컬 영화 부문 여우 주연상 후보에 올랐다.

## 줄거리
오마하에 사는 케이와 아널드 솜스 부부는 결혼한 지 31년이 되었다. 두 사람은 현재 각방을 쓰고 있으며 신체 접촉이 전무한 상태이다. 사랑하는 남편과의 친밀감을 되찾고 싶은 케이는 메인주 해변 휴양지 그레이트 호프 스프링스에서 일주일간 진행되는 집중 부부 상담을 추진한다.
아널드는 결혼 생활에 문제가 있다는 걸 인정하지 않지만 결국 할 수 없이 상담에 참여하게 된다. 솜스 부부는 각자 기분을 털어놓으면서 두 사람을 사랑에 빠지게 만든 첫 설렘을 되살리려고 노력하지만 이는 좀처럼 쉽지 않다.

## 출연진
- 메릴 스트리프 - 케이 솜스 역
- 토미 리 존스 - 아널드 솜스 역
- 스티브 커렐 - 버나드 “버니” 펠드 박사 역
- 엘리자베스 슈 - 캐런 역: 바텐더.
- 진 스마트 - 아일린 역
- 브렛 라이스 - 빈스 역
- 미미 로저스 - 캐럴 역
- 벤 래퍼포트 - 브래드 역
- 마린 아일랜드 - 몰리 역
- 리 커닝햄 - 리 역

## 제작
2010년 처음 제작이 발표되었을 때는 메릴 스트리프와 제프 브리지스가 주연 물망에 올라 있었으며 마이크 니컬스가 감독으로 내정된 상태였다. 브리지스가 나간 뒤 제임스 갠돌피니와 필립 시모어 호프먼이 출연진에 합류하였다.
데이비드 프랭클이 니컬스를 대체하면서 갠돌피니와 호프먼이 덩달아 작품에서 빠졌다. 2011년 2월 스티브 커렐의 출연이 확정되었으며, 브리지스의 자리는 토미 리 존스로 채워졌다.
촬영은 2011년 9월과 10월에 코네티컷주에서 이루어졌다.

## 기타 제작진
- 총괄 제작: 제이슨 블루먼솔, 네이선 커하너, 제시 넬슨, 스티브 티시
- 공동 제작: 켈리 코놉
- 미술: 스튜어트 워츨
- 세트: 조지 더티타 주니어
- 의상: 앤 로스